# Système manivelle-cadre

Un mécanisme idéalisé en action.

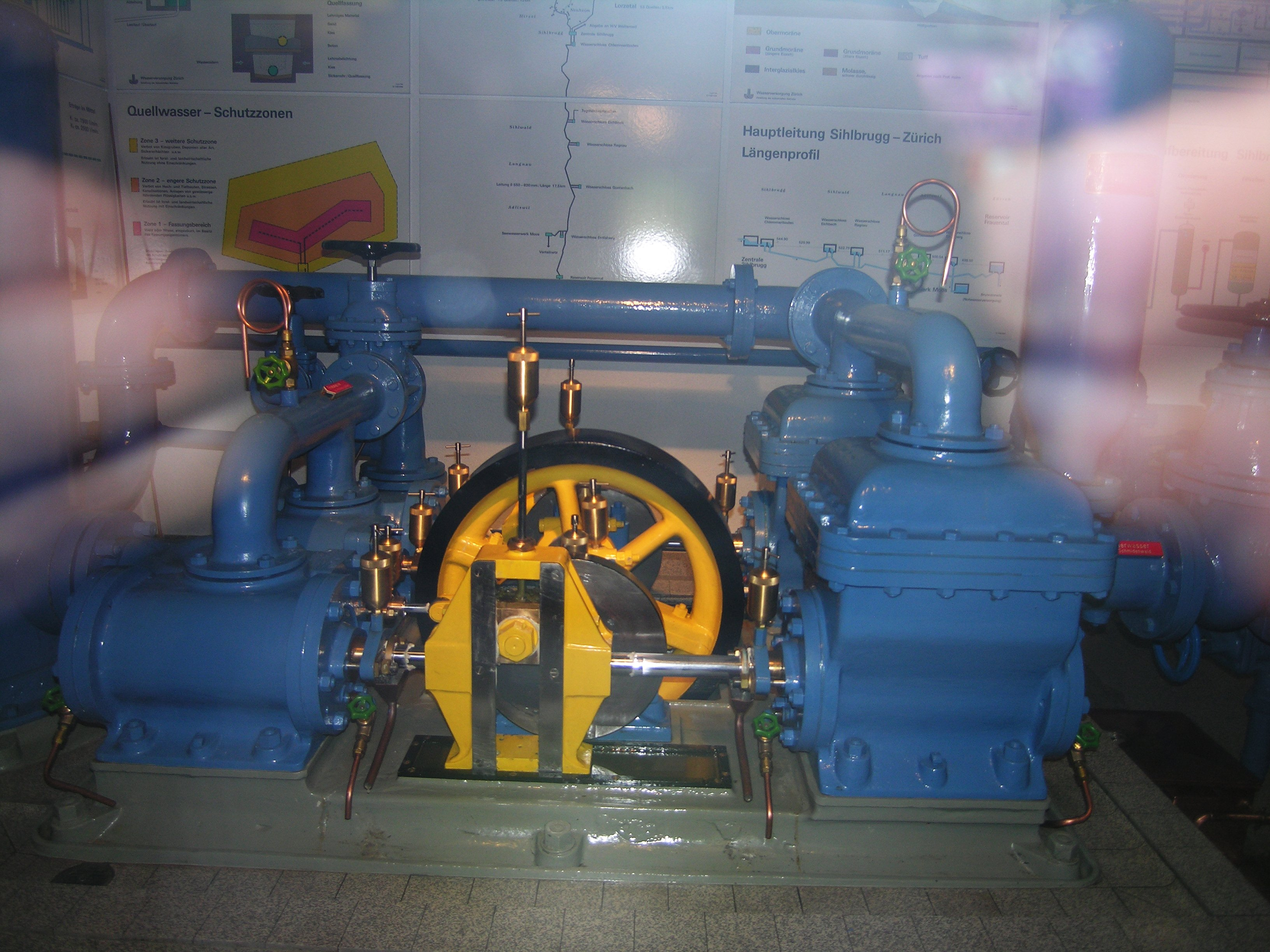
Une pompe à eau qui a recours au système manivelle-cadre. Le piston, vertical, est relié à un volant d'inertie.

Un système manivelle-cadre (en anglais américain : scotch yoke, littéralement « joug écossais » ; en anglais britannique : donkey crosshead, littéralement « crosse de l'âne ») sert à convertir le mouvement linéaire d'une règle coulissante en un mouvement rotatif, et vice-versa. Une pièce en mouvement alternatif, par exemple un piston, est directement attachée à un galet coulissant qui est lui-même relié à une pièce en mouvement rotatif. Le mouvement du piston suit une loi sinusoïdale en fonction du temps si la vitesse de rotation est constante.